# Nicaragua hívójelkörzetei
Nicaragua hívójelkörzetei igazodnak az ország megyehatáraihoz, egy hívójelkörzetbe egy vagy több megye tartozik.
Nicaragua számára az ITU a H[6..7], HT, YN hívójelprefixeket határozta meg.

## Nicaragua hívójelkörzetei[1][2][3]
| Prefix  | Körzet | Hely/jelleg                                   |
| ------- | ------ | --------------------------------------------- |
| H[6..7] | [0..9] | Nicaragua                                     |
| HT      | [0..9] | Nicaragua                                     |
| YN      | 0      | Klubállomások, Speciális állomások, átjátszók |
| YN      | 1      | Managua                                       |
| YN      | 2      | Granada                                       |
| YN      | 3      | León                                          |
| YN      | 4      | Chontales                                     |
| YN      | 4      | Río San Juan                                  |
| YN      | 5      | Carazo                                        |
| YN      | 5      | Rivas                                         |
| YN      | 6      | Chinandega                                    |
| YN      | 7      | Masaya                                        |
| YN      | 8      | Estelí                                        |
| YN      | 8      | Madriz                                        |
| YN      | 8      | Nueva Segovia                                 |
| YN      | 9      | Boaco                                         |
| YN      | 9      | Jinotega                                      |
| YN      | 9      | Matagalpa                                     |

## Lajstromjel
Vízi és légi járművek lajstromjelezéséhez az YN prefixet használják.